# Dirk Sliwka
Dirk Sliwka (* 1971) ist ein Wissenschaftler auf dem Gebiet der Betriebswirtschaftslehre. Er ist Leiter des Seminars für Allgemeine Betriebswirtschaftslehre und Personalwirtschaftslehre an der Universität zu Köln.

## Leben
Sliwka studierte Volkswirtschaftslehre an der Rheinischen Friedrich-Wilhelms-Universität in Bonn und der École nationale de la statistique et de l’administration économique (ENSAE) in Paris. Er wurde 1999 promoviert und habilitierte sich 2004.

## Werk
Er hat in namhaften Fachzeitschriften publiziert, darunter in Management Science, im Journal of Institutional and Theoretical Economics und im European Economic Review.
Beim Handelsblatt Betriebswirte-Ranking 2009, das die Forschungsleistung von 2100 Betriebswirten in Deutschland, Österreich und der deutschsprachigen Schweiz gemessen an der Qualität der Publikationen seit 2005 analysiert, erreichte er Platz 9.